# Alain Bancquart
Pour les articles homonymes, voir Bancquart.
Alain Bancquart, né le 20 juin 1934 à Dieppe et mort le 26 janvier 2022 à Paris 15e, est un compositeur français.

## Biographie
Alain Bancquart fait ses études au Conservatoire national supérieur de musique de Paris (violon, alto, musique de chambre, contrepoint, fugue et composition). 
Il a occupé le poste de troisième alto solo à l'Orchestre national de France, de 1961 à 1973. 
Il devient Directeur musical des Orchestres de Régions de l'ORTF (1973-1974), puis Directeur musical de l'Orchestre national de France (1975-1976). 
En 1977, il est nommé Inspecteur de la Musique au Ministère de la Culture. Il occupe cette fonction de 1977 à 1984, et est parallèlement producteur à Radio France des « perspectives du XXe siècle ».
Depuis 1967, il consacre son travail à l'étude des micro-intervalles dans une approche néo-serielle, utilisant essentiellement les quarts de ton, puis les seizièmes de ton.
À l'occasion de ses quatre-vingt ans, et en présence notamment des chercheurs, compositeurs, institutionnels ou interprètes Jean-Marc Chouvel, Franck Yeznikian, Laurent Martin, Paul Méfano, Michel Fischer, Pierre-Albert Castanet, Stéphane de Gérando, Karine Le Bail, Irène Jarsky, Pierre-Yves Artaud, Pierre Strauch, Hugues Dufourt, Michel Decoust, le Centre de documentation de la musique contemporaine à Paris (et ses partenaires CNRS, Université Paris IV, CNSMDP, IREMUS) rend hommage à son œuvre, son action publique et pédagogique.
Alain Bancquart était l’époux de la poétesse Marie-Claire Bancquart (1932-2019), romancière, essayiste et critique littéraire française. Le couple a collaboré à de nombreuses reprises.

## Œuvres
(janvier 2022).
- 1961, Sève pour 4 Ondes Martenot, 4 saxophones(s.a.t.b.), 4 trombones basses, 4 pianos, cordes. Durée 20 min [inédit]
- 1962, La quête d'Orphée, Oratorio dramatique en quatre scènes et un interlude pour contralto, basse, récitant, chœur d'hommes, 1 ténor et une basse solistes, 2 clarinettes basses, 2 bassons, 2 percussions, 1 timbale, 1 harpe, cordes. Durée 30 min [inédit]
- 1962, La naissance du geste pour piano et orchestre à cordes. Créé par l'Orchestre de Chambre de l'O.R.T.F sous la direction de Marius Constant, Yvonne Loriod, piano. Durée 15 min [Jobert]
- 1963, Symphonie en trois mouvements, 3 percussionnistes, timbales, piano, cordes. Créée par l'Orchestre de Radio Luxembourg en 1963 sous la direction d'Alain Bancquart. Durée 25 min [Jobert]
- 1965, Concerto pour alto et orchestre, 4 percussionnistes, timbales, cordes, créé par l'Orchestre National de France sous la direction d'André Girard, Alain Bancquart (alto)
- 1966, Ecorces II, pour violon clarinette cor piano, créé par Michèle Boussinot, Guy Dangain, André Fournier, Fabienne Fournier à Radio-France en 1966. Durée 14 min [Jobert]
- 1966, Étude pour délire pour piano, créée par Martine Joste à Hielbronn en 2001. Durée 10 min [Jobert]
- 1968, Possibles, pour violon, clarinette et piano, créé par Michèle Boussinot, Guy Dangain, Fabienne Fournier à la Société Nationale en 1968. Durée 15 [Jobert ; commande privée]
- 1967, Passages pour 3 percussionnistes, timbales, piano, cordes, créés Festival de Strasbourg en 1967 par L'Orchestre Radio-symphonique de Strasbourg sous la direction de Charles Bruck en 1967. Durée 14 min [Jobert]
- 1966, Ombre éclatée sur un texte de Marie-Claire Bancquart pour mezzo soprano et Orchestre, créée en 1966 par Anna Ringart et l'Orchestre Philharmonique de Radio-France sous la direction d'Alain Bancquart. Durée 16 min [Jobert]
- 1968, Thrène I pour trio à cordes, créé par le Trio à cordes de Paris en 1968. Durée 10 min [Jobert]
- 1969, Palimpsestes pour 2 percussionnistes et 2 harpes, créés par l'Orchestre National de France sous la direction de Jean Martinon en 1969. Durée 11 min 30 s [Jobert]
- 1969, Jeux pour Lumière pour Trio à cordes, Orchestre et 4 percussionnistes, créé par le trio à cordes de Paris (Alain Bancquart à l'alto) et l'Orchestre national de France sous la direction de Marius Constant à Radio-France en 1969, enregistrement inédit en studio. Durée 18 min [Jobert ; commande de Radio-France]
- 1970, Une et désunie pour 2 trios à cordes, créée au Festival de Royan en 1970 par le Trio à cordes de Paris et le Trio à cordes français. Durée 14 min [Jobert ; commande d'État]
- 1970, Strophes sur un texte de texte de Marie-Claire Bancquart pour chœur mixte, flûte, violon, alto, piano, 2 percussionnistes. Durée 20 min [Jobert]
- 1973, Rosace, Quatuor à cordes no 1, créé par le Trio à cordes de Paris avec Serge Hurel au second violon, Radio-FRance 1973. Durée 25 [Jobert]
- 1972, Explosante- fixe pour harpe et quintette à vent, créée par Marie-claire Jamet et le Quintette André Rabot à Aix en Provence en 1972. Durée 15 min [Jobert]
- 1973, Ïles, pour violon et orchestre, créé par Gérard Jarry (violon) et l'orchestre philharmonique de Radio-France sous la direction d'André Girard à Radio-France en *1973. Durée 25 min [Jobert]
- 1973, Baroques, pour Alto et Orchestre. Créé par Alain Bancquart (alto) et l'Orchestre Colonne (Michel Tabachnik, dir.). Durée 20 (édition E.F.M) ; commande privée
- 1973, Simple pour piano, 4 percussionnistes, harpe et cordes. Créé par l'Orchestre national de Lille (Jean-Claude Casadesus, dir.). Durée 20 (Jobert) ; commande de Radio-France
- 1975, Magique circonstancielle, sur un texte de Marie-Claire Bancquart et Pierre Dalle Nogare, pour mezzo-soprano, récitant, 3 percussionnistes, 2 harpes, cordes. Créé à Radio France en 1975 par l'Orchestre Philharmonique de Radio-France (Alain Bancquart et Pierre Stoll, dir.). Durée 35 min (E.F.M.)
- 1975, Erotique Voilée, Sur un texte extrait de saint Jean-de-la-Croix, pour soprano, flûte, clarinette, cymbalum. Créé au Festival de Strasbourg par Marie-Claude Vallin, Studio III (Detlev Kieffer, dir.)
- 1976, A la mémoire de ma mort, sur un texte de Marie-Claire Bancquart pour chœur mixte. Créé au Festival de Royan. Durée 18 min (Jobert) : commande d'État
- 1977, Thrène II, trio à cordes créé par le Trio à cordes de Paris au mai musical de Bordeaux. Durée 14 min (Jobert)
- 1977, Animal-mal sur un texte de Charles Cros pour contralto, flûte, Trompette, violon, vibraphone, marimba, harpe. Durée 9 min (Jobert)
- 1978, Ma manière d'oiseau pour hautbois, clarinette, basse, percussions, harpe, piano, violon, alto, violoncelle, créé au Festival de Divonne les bains par Christian Lardé (flûte) et l'Ensemble Ars Nova (Marius Constant, dir.)
- 1978, D'une fougère bleue les veines pour violoncelle solo, 2 harpes, 2 percussions, cordes. Créé par Alain Meunier, l'Ensemble 2e2m, Alain Bancquart (direction), *1978. Durée 20 min (édition Transatlantiques)
- 1978, L'amant déserté sur un texte de Marie-Claire Bancquart et Pierre Dalle Nogare pour 2 sopranos, ténor, basse, percussionniste, violon, violoncelle, ensemble électronique, créé par Sigune von Osten, Marie-Claude Vallin, Pierre Rousseau, l'Itinéraire, Alain Bancquart (direction) au Festival de Metz en 1978. Durée 60 min (éditions Jobert) ; commande du Conservatoire de Paris
- 1978, Ma manière de chat pour harpe, créé par Marie-Claire Jamet, l'Ensemble 2e2m en 1978. Durée 10 min. (éditions Jobert)
- 1978, Ma manière d'oiseau pour flûte solo, hautbois, clarinette, clarinette basse, percussions, harpe, piano, violon, alto, violoncelle, créé par Christian Lardé (flûte), ensemble Ars Nova, Marius Constant (direction) au Festival de Divonne les Bains en 1978. Durée, 15 min.(édirtions Jobert)
- 1980, Duo pur flûte et violoncelle, créé par Pierre-Yves Artaud et Alain Meunier, Manca (Nice), 1980 [extrait de la Symphonie de chambre]. Durée, 10 min. (éditions Ricordi)
- 1980, Ma manière de double pour violon, créé par Devy Erlih à Aix-en-Provence en 1980. durée 12 min.(éditions Ricordi)
- 1980, Symphonie concertante pour harpe solo, cordes et ondes, créée par Marie-Claire Jamet, l'Ensemble Intercontemporam, Peter Eotvos (direction) en 1980. Durée 18 min. (éditions Ricordi) ; commande d'État
- 1980, Symphonie de chambre avec flûte et violoncelle soli, créée par Pierre-Yves Artaud, Alain Meunier, l'Itinéraire, Jacques Mercier (direction) en 1980.Durée 17 min. (éditions Ricordi)
- 1981, Symphonie no 1 avec 4 percussionnistes, 2 guitares électriques, cordes, créée par l'Orchestre National de France, Gabriele Ferro (direction) à Radio-France en *1981.Durée 35 min. (éditions Ricordi) ; commande de Radio-France
- 1981, Symphonie no 2 avec 1 percussionniste, cordes, créée par l'Orchestre Philharmonique de Radio-France, Alain Bancquart (direction), Radio-France, 1981
- 1981, Voix sur un texte de Marie-Claire Bancquart pour 12 voix mixtes, créé par le Groupe vocal de France à Église Saint-Germain-des-Prés en 1981. Durée 18 min. (éditions Ricordi)
- 1983, Sonate pour alto, créée par Alain Bancquart, l'Itinéraire, 1983.Durée 20 min. (éditions Ricordi)
- 1983, Symphonie no 3 (Fragments d'Apocalypse) sur un texte extrait de l'Apocalypse de saint Jean avec ténor solo et 2 basses soli, 6 percussionnistes soli, 4 percussionnistes, piano, 2 harpes, cordes, 2 chefs, créée par Guy Renard (ténor), le Nouvel Orchestre Philharmonique, Wojciech Michniewski et Alain Bancquart (direction) en 1983. Durée 40 min. (éditions Ricordi)
- 1984, Cérémonial I pour flûte, créé par Pierre-Yves Artaud, Darmstadt, 1984. Durée 17 min. (éditions Ricordi)
- 1984, Cérémonial IV pour flûte et trio à cordes. durée 17 min. (éditions Ricordi)
- 1984, Les Tarots d'Ulysse sur un texte de Marie-Claire Bancquart pour soprano, ténor et baryton soli, violon alto et flûte soli, chœur d'enfants, harpe, 2 percussions, 2 synthétiseurs, bande magnétique, créé par Irène larsky, Régis Oudot, Michel Piquemal, Alain Bancquart, Pierre-Yves Artaud, Detlev Kieffer, Maîtrise de Radio-France, Yves Farges (direction) à Radio-France en 1984. Durée 30 min. (éditions Ricordi) ; commande de Radio-France
- 1984, Cérémonial II d'après le Livre des morts de la Haute-Égypte pour flûte et récitant, créé par Pierre-Yves Artaud, Éric Frey au Conservatoire de Boulogne-Billancourt en 1984. Durée, 17 min. (éditions Ricordi)
- 1985, Cérémonial V d'après le Livre des morts de la Haute-Égypte pour flûte, récitant et trio à cordes, créé par Pierre-Yves Artaud, Éric Frey, Trio à cordes de Paris à Radio France en 1985. Durée, 17 min. (éditions Ricordi) ; commande de Radio-France
- 1985, Duo pour alto et harpe, pour le concours du CNSMD de Paris en 1985. Durée 10 min. (éditions Ricordi) ; commande de Radio-France
- 1985, Mémoire, quatuor a cordes no 1, créé par le Quatuor Arditti aux Semaines musicales d'Orléans en 1985. Durée 10 min. (éditions Ricordi)
- 1985, Sonate pour 2 pianos, créée par Jean-François Heisser et Alain Planès à l'Itinéraire en 1985. Durée 16 min. (éditions Ricordi)
- 1985, 5 Dits de Jean-Claude Renard sur des poèmes de Jean-Claude Renard pour soprano, trio à cordes et 3 clarinettes, créés par Irène larsky, Trio à cordes de Paris, l'Ensemble 2e2m, Paul Méfano (direction) à Radio-France en 1987.Durée 37 min. (édition Ricordi)
- 1987, Nocturne pour trio à cordes solo, créé par le Trio à cordes de Paris, l'Orchestre Philharmonique de Radio-France, Lucas Pfaff (direction) à Radio-France en *1987. Durée 30 min. (éditions Ricordi) ; commande de Radio-France
- 1987, Symphonie no 4, avec 4 percussionnistes & cordes, créé par l'Orchestre Georges Enesco de Bucarest (Mihai Brediceanu, dir) au Festival Musica de Strasbourg en 1987. Durée, 25 min. ; commande d'État
- 1988, Cérémonial III, trio à cordes, créé par le Trio à cordes de Paris à Saint-Étienne en 1988. Durée 17 min. (éditions Ricordi)
- 1988, Diurne pour flûte solo & cordes. créé par Jean-Luc Menet, Ensemble Alternance au Festival d'Uddersfield en 1988. Durée 20 min. (éditions Ricordi)
- 1988, Grande Mélodie pour flûte, créée par Pierre-Yves Artaud à Radio-France en 1988. Durée 14 min. (éditions Ricordi)
- 1988, Sonate pour piano, créée par Jean-François Heisser à Radio Radio-France en 1988. Durée 18 min. (éditions Ricordi)
- 1988, Suite au dieu lune sur un texte de Marie-Claire Bancquart pour 6 voix d hommes, créé par l'ensemble A sei voci à Radio France en 1988. Durée 10 min. (éditions Ricordi) ; commande de Radio-France
- 1989, Ma manière de nuit pour flûte, créé par Pierre-Yves Artaud à Prague en 1989. Durée 8 min. (éditions Ricordi)
- 1989, Sonate pour flûte (2e version de la Sonate pour alto), créée par Pierre Yves Artaud à Prague. Durée 20 min.
- 1990, Ma manière de nuages, quintette à vent, créé par le Quintette à vent de Klang-forum au Festival de Bludentz à Vienne en 2001. Durée 25 min. (éditions Ricordi)
- 1990, Ma manière d'arbre, I : De l'étrange circulation de la sève pour guitare solo et 24 flûtes, créé par Christian Rivet, l'Orchestre français des flûtes, Pierre-Yves Artaud (direction) au festival de Fontenay-sous-Bois en 1990. Durée 18 min. (éditions Ricordi)
- 1991, Caprice pour violon. Pour le concours du CNSMD de Paris en 1991. Durée 10 min. (éditions Ricordi)
- 1992, Entre désert et ange sur un texte de Marie-Claire Bancquart pour mezzo-soprano, 2 flûtes, clarinette, contrebasse, cymbalum, harpe, alto, guitare électrique, créé par Marie Boyer, l'Ensemble Intercontemporain, Kent Nagano (direction) en 1992. Durée 20 minutes (éditions Ricordi) ; commande de Radio-France
- 1992, Ma manière d'arbre II : Du lent sommeil des feuilles pour alto solo, Concours International Maurice Vieux, 1992. Durée 15 minutes (éditions Ricordi)
- 1992, Ma manière d'ombre sur un texte de Daniel pour voix de basse, flûte et clarinette, créé par Nicolas Ishervvood à Darmstadt en 1992. Durée 16 minutes (éditions Ricordi) : commande privée
- 1992, Symphonie no 5 sur le texte du mouvement final extrait du Partage de midi de Paul Claudel avec baryton solo, 2 harpes, 2 cymbalums, 4 percussionnistes, cordes, créée par Pascal Sausy, le Nouvel Orchestre Philharmonique, Roman Kofman (direction) à Radio-France en 1992. Durée 65 minutes ; commande de Radio-France.
- 1992, Étrennes pour harpe, créé par Catherine Michel à Chartres en 1992. Durée 10 minutes (éditions Jobert)
- 1993, Concert en sextuor pour violon, violoncelle, clarinette, cor, percussion et synthétiseur, créé par l'Ensemble TM+, Laurent Cuniot (direction), Radio-France, *1993. 18 minutes (éditions Ricordi) ; commande privée
- 1993, Livre pour deux orgues (Hommage à Olivier Messiaen), créé par Denis Comtet & Gabriel Marghieri (parties 2, 3 et 4), au CNSMD de Paris en 1993. Durée 42 minutes (éditions Ricordi
- 1993, Ma manière d'arbre III : Le grand calcul des arbres pour violon solo, 2 percussionnistes, 3 violoncelles, 1 voix de basse enregistrée, créé par Jacques Saint-Yves, Ensemble 2e2m, Paul Méfano (direction), 1993. Durée 24 minutes (éditions Ricordi) ; commande d'État
- 1994, Plain chant pour flûte solo & cordes, créé par Pierre-Yves Artaud, Ensemble du CNSMD de Paris, Alain Bancquart (direction), 1994. Durée 40 minutes (éditions Ricordi)
- 1994, Ricercar II pour 2 violoncelles, créé par Pierre Morlet à Darmstadt, 1994 [on peut jouer les deux parties de violoncelle séparément ou ensemble]. 10 à 30 minutes (éditions Ricordi)
- 1994, Ricercar I, quatuor à cordes no 3, créé à Darmstadt en 1994. Durée 20 minutes (éditions Ricordi)
- 1995, Labyrinthe / miroir pour piano, créé par Jacqueline Méfano à Radio-France, 1995 [voir Livre du Labyrinthe, 1999]
- 1995, Solitude du Minotaure pour piano en seizièmes de ton, 2 pianos en quarts de ton et 2 violes d'amour, créé au CNSMD de Paris en 1995. Durée 20 minutes (éditions Ricordi) [voir Livre du Labyrinthe, 1999] ; commande de Radio-France
- 1995, Vol d'Icare pour flûte et guitare, créé par Pierre-Yves Artaud & Claude Pavy aux Concerts de l'Orme en 1995. Durée 14 minutes (éditions Ricordi) [voir Livre du Labyrinthe, 1999]
- 1996, Labyrinthe / miroir pour piano solo, flûte (flûte octobasse), guitare électrique, violoncelle, harpe, clarinette, cymbalum, 2 percussionnistes, créé par Jacqueline Méfano, l'Ensemble 2e2m en 1996. Durée 15 minutes (éditions Ricordi) [voir Livre du Labyrinthe, 1999] ; commande d'État
- 1997, Icare sur un texte de Marie-Claire Bancquart pour voix de basse et 5 violoncelles, créé par Nicolas Isherwood & Pierre Morlet (violoncelle solo), Alain Bancquart (direction) au Festival Présences, Radio-France 1997. Durée &e 20 minutes (éditions Ricordi) ; commande de Radio-France [voir Livre du Labyrinthe, 1999]
- 1997, Portrait de Minotaure, avec Labyrinthe pour viole d'amour et fagott, créé par Pierre-Henry Xuereb, Pascal Gallois à la Fondation Gulbenkian, Paris 1997. Durée 20 minutes (éditions Ricordi) [voir Livre du Labyrinthe, 1999]
- 1997, Solitude du Minotaure pour piano en seizièmes de ton, créé par Sylvaine Billier Heilbronn en 1997. Durée 15 minutes (éditions Ricordi) [voir Livre du Labyrinthe, 1999]
- 1997, etc. Vous devenez une île heureuse... pour viole d'amour. Durée 14 minutes (éditions Ricordi)
- 1998, Contrefable d'Ariane pour saxophone soprano. Durée 6 minutes (éditions Ricordi), [voir Livre du Labyrinthe, 1999]
- 1998, Dédale pour violoncelle et harpe, créé par Virginie Tarrette, Hervé Derrien, l'Ensemble 2e2m, Radio-France 1998. Durée 14 minutes (éditions Ricordi [voir Livre du Labyrinthe, 1999]
- 1998, Fil d'Ariane pour 2 percussions. Durée 12 minutes (éditions Ricordi) [voir Livre du Labyrinthe, 1999]
- 1998, Fragments d'Icare pour violoncelle, créé par Pierre Morlet, Lisbonne 1998. Durée 12 minutes (éditions Ricordi) [voir Livre du Labyrinthe, 1999]
- 1988, Jeux de monstre pour clarinette, viole d'amour et violoncelle, 18 minutes (éditions Ricordi [voir Livre du Labyrinthe, 1999]
- 1998, Minotaure pour clarinette et cymbalum, 12 minutes (éditions Ricordi) [voir Livre du Labyrinthe, 1999]
- 1998, Prologue pour clarinette, fagott, 2 violes d'amour et violoncelle, créé par Jérôme Voisin, Pascal Gallois, Pierre-Henry Xuereb, Stéphane Marcel, Pierre Morlet, Lisbonne 1998. Durée 23 minutes (éditions Ricordi) [voir Livre du Labyrinthe, 1999]
- 1998, Épilogue pour clarinette et violoncelle, créé par Jérôme Voisin, Pierre Morlet, Lisbonne 1998. Durée 9 minutes (éditions Ricordi) [voir Livre du Labyrinthe, 1999]
- 1999, Livre du Labyrinthe, cycle en 6 parties pour instruments divers
- 2000, Habiter l'Ambre 15' Jobert C.N.S.M.P. Piano en seizièmes de ton et bande magnétique (C.C.M.X.) Sylvaine Billier
- 2000-2001, Quand nasture se desnature 20' Jobert (2001) (texte d'Agrippa d'Aubigné) Voix et bande magnétique.
- 2001, Respiration. Silence 20' Jobert Présence 2001(radio-France) Quatuor à cordes no 4. Quatuor Diotima
- 2002, etc. Vous devenez une île heureuse... 18' 2002 violoncelle seul
- 2002, Transparences d’après Francis Picabia violon et violoncelle. 20 minutes, Fondation Hans Arp, 2004
- 2002, Regarde la Rivière 18 minutes. Versailles. 2 flûtes, 2 clarinettes, contrebasse et percussion.Atelier instrumental duConservatoire de Versailles, dir. Alain Bancquart
- 2003, Amour grand terrible champ critique , 55' percussion et électronique. Festival de Perpignan, 2004. Roland Auzet.
- 2005, Quatuor V 18 minutes. Quatuor + 4 Partita (violon 1, violon 2, alto, violoncelle) 60 minutes. Festival Présences, Radio-France, 2006 ; Quatuor Diotima. 2009
- 2005, Sonate pour piano no 2 18 minutes Salle Cortot Martine Joste.2006
- 2006, Sonate pour piano no 3 15 minutes
- 2006, Symphonie no 6, en souvenir de Louis Saguer. Orchestre de flûtes. Orchestre de flûtes français, dir. Alain Bancquart. Salle Cortot 2006
- 2007-2008, Appels d’être (commande d’État) 120 minutes-Récitante et 9 instruments. (flûte, clarinette, cymbalum, harpe, piano ; percussion, violon, alto, violoncelle, contrebasse). Poèmes de Marie-Claire Bancquart
- 2009, Symphonie no 7, Lecture des ténèbres 30 minutes. Orchestre à cordes.
- 2009, Autoportrait aux miroirs, 25’ Quatuor à cordes no 6
- 2009, Au grand lit du monde, pour récitante et flûte, texte de Marie-Claire Bancquart. Création par Frédérique Wolf-Michaux, récitante et Pierre-Yves Artaud, flûte.
- 2010, La mort viendra et elle aura tes yeux 20 minutes- Concerto pour violon et orchestre de flûtes. Son Khochafian, O.F.F. dir. Pierre Strauch.
- 2011, Polyphonie étrange 18 minutes- 2 pianos Jacqueline Méfano et Martine Joste, Montpellier.
- 2011, Travail de deuil 12 minutes. Flûte et ensemble, Pierre-Yves Artaud . Hong-Kong. Version pour flûte et orchestre de flûtes, création le 12 mai 2014.
- 2012, Sonate pour piano no 4. création en 2017
- 2012, Vers le silence . 10 flûtes. La nouvelle Orléans, O.F.F. dir. Mark Hajjar. Création française le 14 10 *2013, Mairie du 3e Arrondissement.
- 2013, Violente Vie  21 minutes. Concerto pour violoncelle et orchestre de flûtes, soliste Pierre Strauch, orchestre français des flûtes dir. Joel Soichez. Paris, Mairie du 3e Arrondissement.
- 2013, Toucher l’obscur, Violon, violoncelle, flûte, clarinette. Création le 20 juin 2014.
- 2013, Le livre de Pierre , violoncelle seul. 30 minutes. Création le 20 juin 2014.
- 2013, Le cri peut être tendre, aussi, texte de Marie-Claire Bancquart pour récitante et piano. Frédérique Wolf-Michaux, récitante, Martine Joste, piano.
- 2014, Étude 237  10 minutes piano solo par Matthieu Acar, 2014
- 2015, Sonate no 4 pour piano solo  30 minutes piano solo par Matthieu Acar, Paris 2017
- 2017, Le livre du corps, flûte solo, Jean-Luc Menet, Paris, 2018
- 2017, Le livre du doute 1, Dialogue de l'oubli, flûte en sol et violoncelle, Paris
- 2017, Le livre du doute 2, Mémoire de l'improbable, quatuor à cordes, Paris, 2018
- 2018, Symphonie no 8, Viendrait peut-être Qui, texte Marie-Claire Bancquart. 9 voix et grand orchestre . Inédit
- 2018, Le livre du doute 3, Monologue, pour alto seul.
- 2018, In fine, pour harpe et 12 flûtes, Fabrice Pierre et le nouvel orchestre de flûtes. Paris 2018
- 2018, In fine II, pour harpe et quatuor à cordes

## Publications
- Musique : Habiter le temps (préface de Franck C. Yeznikian), Éditions Symétrie, Lyon, 2003, 112 p.  (ISBN 978-2-914373-03-6)
- Un avenir pour la musique ? dans « Nunc » (14) novembre 2007 : Musique contemporaine : État des lieux / perspectives, Éditions de Corlevour, Clichy, 2007, 140 p.  (ISBN 978-2-915831-21-4)
- Qui voyage le soir (livre accompagné de deux cd's, préface de Jean-Marc Chouvel, bilingue français-anglais : traduction d'Eric Rosencrantz), Éditions Inactuelles, Paris, 2011, 223 p.  (ISBN 978-2-919360-00-0)
- Il y a trace de nous, Collection "quatuor", Éditions Delatour France, Sampzon, 2020, 188 p.  (ISBN 9782752104113)